# Dum Dum (miasto)
Dumdum (hindi दमदम) – miasto i gmina w dystrykcie 24-Parghanas Wschodni w stanie Bengal Zachodni w Indiach.
Miasto położone na północny zachód od Kolkaty, na jego obszarze zlokalizowane jest międzynarodowe lotnisko Netaji Subhash Chandra Bose International Airport, dawniej port lotniczy Dum Dum. Obecnie Dum Dum rozwinęło się w nowoczesne centrum handlowe na obrzeżach wielkiej Kolkaty.